# Santos Gutiérrez
Pour les articles homonymes, voir Gutiérrez.
Santos Gutiérrez, né le 24 octobre 1820 à El Cocuy et mort le 6 février 1872 à Bogota, est un homme d'État et militaire colombien. Il est président des États-Unis de Colombie de 1868 à 1870.
Membre de l'aile radicale du libéralisme et rédacteur de la Constitution de Rionegro de 1863, il participe à la guerre des Suprêmes et à la chute du président José María Melo, devenant commandant de l'armée colombienne.
Candidat à la présidence à deux reprises, il est élu en 1868, devenant le premier président radical. Sous son mandat, il fit de l'éducation publique une priorité nationale, tout en consolidant les frontières avec le Brésil, avec la signature du premier contrat de concession pour l'exploration et le creusement d'un canal interocéanique à travers l'isthme de Panama.

## Biographie
José Santos Gutiérrez Prieto est né dans la ville d'El Cocuy, dans le futur État de Boyacá, le 24 octobre 1820.
Sa famille s'est installée à Bogotá afin de lui offrir une éducation adéquate et de qualité. Il a terminé ses études secondaires au Colegio Mayor de San Bartolomé, où il a ensuite étudié le droit et obtenu son diplôme d'avocat. 
En 1851, Gutiérrez entra à l'académie militaire et démontra un talent et des capacités extraordinaires. Sa première action au combat eut lieu pendant la guerre contre le gouvernement du général José María Melo en 1854, au cours de laquelle il sauva la vie du général Tomás Cipriano de Mosquera. Après sa performance héroïque sur le champ de bataille, il fut élevé au rang de général. 
Plus tard, en 1859, Gutiérrez dirige les troupes du général Mosquera dans la province de Santander (aujourd'hui département de Santander), pendant la guerre civile contre le gouvernement du président Mariano Ospina Rodríguez. Lors de la bataille de « La Concepción » , le 29 août 1860, il est blessé au combat alors qu'il sauve, une fois de plus, la vie du général Mosquera.

## Parcours politique
Après la guerre civile de 1859-1860, Gutiérrez est nommé, d'abord, gouverneur de la province de Boyacá et plus tard, gouverneur de la province de Cundinamarca (1864-1865). 
L'armée révolutionnaire du général Tomás Cipriano de Mosquera a vaincu l'Armée constitutionnelle de Colombie et après le mandat présidentiel de Mariano Ospina Rodríguez, en avril 1861, il s'est proclamé président. Le général Mosquera permet au Congrès constitutionnel ou « Constitución de Rionegro » de se réunir, et le général Gutiérrez y participe en tant que délégué sous son propre engagement.

## Président de Colombie

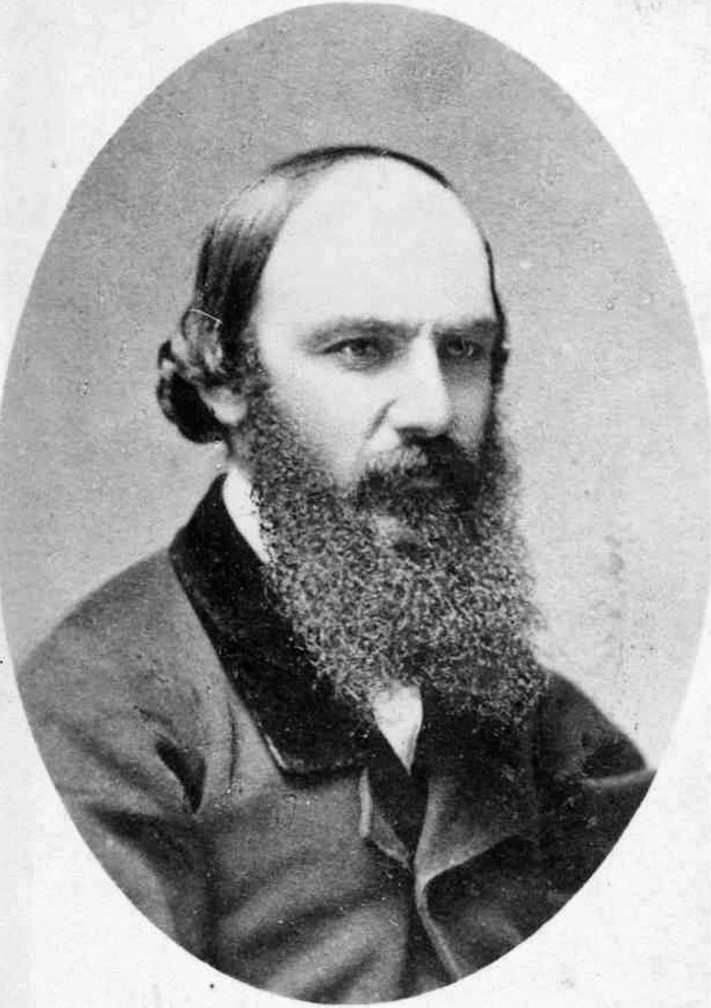
Le président Santos Gutiérrez.

Chef de file de la faction radicale, il est candidat lors de l'élection présidentielle de 1864, lors de laquelle il est battu par le libéral Manuel Murillo Toro. Exilé en 1865, il n'est pas en situation de participer au scrutin de 1866. 
Le 29 avril 1867, Mosquera prononce la dissolution du Congrès et déclare l'état de guerre. Il fait de Bogota un district fédéral, adresse un appel au peuple et envoie un message aux présidents de États les assurant de son respect pour l'autonomie des États et de son désir de paix et accusant le congrès de trahison. Les présidents des États de Magdalena et Santander le déclarent déchu. Le général Santos Acosta, chef de l'armée et président de l'État de Boyacá, renverse le président. Il le fait prisonnier le 23 mai 1867 et convoque le congrès. Mosquera, accusé de mesures anticonstitutionnelles, est condamné à quatre ans d'exil. Gutiérrez est alors rappelé d'Europe pour se porter candidat à l'élection présidentielle de 1868, à l'issue de laquelle il est largement élu. 
Durant son  mandat, il ouvrit la navigation sur le fleuve Magdalena, améliora et élargit le réseau téléphonique national et construisit un réseau télégraphique sous-marin, un système introduit en Colombie sous le gouvernement de Murillo Toro. Il a également initié la concession pour la construction d'un canal interocéanique au Panama. 
Une partie de son programme social était également consacrée à l’amélioration de l’éducation publique au niveau national. 
Il a également prôné la stabilité sociale et la compréhension entre les deux partis, en concluant un pacte avec le Parti conservateur et en proposant une régénération pour « pacifier le pays ». 
Gutiérrez céda la présidence à son ancien rival libéral, Eustorgio Salgar, en avril 1870, qui bénéficiait du soutien de Murillo Toro et du secteur radical du libéralisme. Après avoir quitté ses fonctions, le Congrès national le nomma à nouveau comme premier désigné pour assister Salgar dans ses fonctions si nécessaire.
Il se retira dans la propriété de La Primavera, près de Guaduas, avec l'intention de se reposer. 
Il meurt à Bogotá le 6 février 1872 à l'âge de 51 ans et est enterré au cimetière central de la ville.